# Ophraella
Ophraella là một chi bọ cánh cứng trong họ Chrysomelidae.
Chi này được miêu tả khoa học năm 1965 bởi Wilcox.

## Các loài
Các loài trong chi này gồm:
- Ophraella americana (Fabricius, 1801)
- Ophraella arctica LeSage, 1986
- Ophraella artemisia (Futuyma, 1990)
- Ophraella bilineata (Kirby, 1837)
- Ophraella bivittata (Blatchley, 1920)
- Ophraella californiana LeSage, 1986
- Ophraella communa LeSage, 1986
- Ophraella conferta (LeConte, 1865)
- Ophraella cribrata (LeConte, 1865)
- Ophraella godmani (Jacoby, 1886)
- Ophraella integra (LeConte, 1865)
- Ophraella limonensis Bechyne, 1997
- Ophraella macrovittata LeSage, 1986
- Ophraella magdalia Bechyne, 1997
- Ophraella notata (Fabricius, 1801)
- Ophraella notulata (Fabricius, 1801)
- Ophraella nuda LeSage, 1986
- Ophraella pilosa LeSage, 1986
- Ophraella sexvittata (LeConte, 1865)
- Ophraella slobodkini (Futuyma, 1991)